# Goryphus lunatus
Goryphus lunatus là một loài tò vò trong họ Ichneumonidae.